# Haason Reddick
Haason Samir Reddick (Camden, Nueva Jersey, 22 de septiembre de 1994) más conocido como Haason Reddick, es un jugador profesional estadounidense de fútbol americano que se desempeña en la posición de linebacker en Philadelphia Eagles, equipo de la National Football League (NFL).

## Carrera
Fue seleccionado en la primera ronda en la Reunión Anual de Selección de Jugadores de la NFL de 2017. Hizo su debut profesional con el equipo Arizona Cardinals, en el cual jugó cuatro temporadas (2017-2021), después pasó a Carolina Panthers (2021-2022), luego a Philadelphia Eagles, donde lleva jugando dos temporadas.